# Etymosphaerion
Etymosphaerion is een kevergeslacht uit de familie van de boktorren (Cerambycidae). De wetenschappelijke naam van het geslacht werd voor het eerst geldig gepubliceerd in 1975 door Martins & Monné.

## Soorten
Etymosphaerion is monotypisch en omvat slechts de volgende soort:
- Etymosphaerion unicolor Martins & Monné, 1975